# میلان زیوادینوویچ

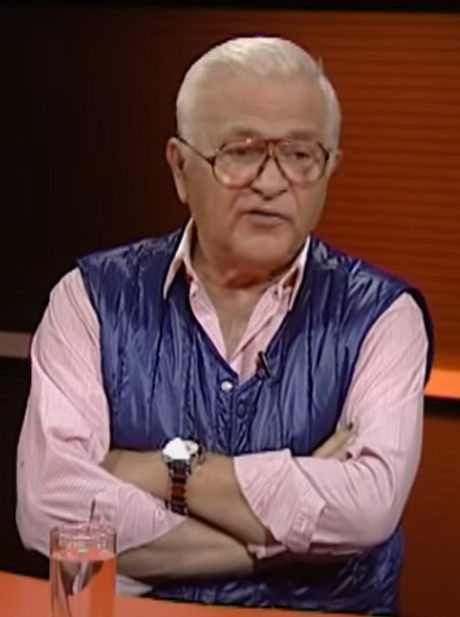
میلان زیوادینوویچ - ۲۰۱۸

میلان زیوادینوویچ (صربی سیریلیک: Милан Живадиновић;متولد ۱۵ دسامبر ۱۹۴۴) یک بازیکن سابق فوتبال صربی و یکی از سرمربیان سابق باشگاه صبای قم در فصل ۱۳۸۳-۱۳۸۴ بود..

## حرفه ای
ایشان ابتدا برای باشگاه فوتبال ستاره سرخ بلگراد بازی می‌کرد و سپس نیز در باشگاه‌های مختلف صربستان به صورت حرفه‌ای بازی کرد.وی برای تیم ملی‌های مختلف اروپایی،آسیایی و آفریقایی سرمربی‌گری کرد.در سال ۱۳۸۳-۱۳۸۴ سرمربی باشگاه فوتبال صبای قم بود.
او در سال ۲۰۱۱ به عنوان سرمربی تیم ملی فوتبال میانمار منصوب شد.